# Cactus Troop
Cactus Troop, més conegut com a Cactus, és un grup de música en valencià conegut per la seua fusió d'estils, que barreja reggaeton, pop i trap. Els seus membres principals són la cantant Samantha Gilabert i Garrido, Eldemuro i Mik Kelen. Posteriorment s'hi afegirien Danny Reig, Buggy, Santy Mataix i les vocalistes actuals son Anna Campoy i Alba Tarrassó (Tito Pontet).

## Discografia

### Cxctvs (2018)[3]
1. Cactustyle
2. Jo sé què és volar
3. Fusta
4. Estem vius
5. Cactus
6. Cocktail de pinya
7. Hardcore - Cactus Mix
8. Em sé d'un lloc

### Roma (2019)[4]
1. Gossa-te-la
2. K pateo
3. Ho deixe tot
4. Al carrer!
5. Porta'm a eixe lloc
6. Dis-me que si
7. Cabrona de mi
8. Frankenstein
9. Ens veiem on sempre (ft. La Fúmiga)
10. No sabia lo que fer